# Eriochloa setosa
Eriochloa setosa là một loài thực vật có hoa trong họ Hòa thảo. Loài này được (A.Rich.) C.L.Hitchc. mô tả khoa học đầu tiên năm 1936.